# Nationale Plantencollectie
De Stichting Nationale Plantencollectie (SNP) is de overkoepelende organisatie waar de verschillende nationale plantencollecties in Nederland onder vallen. De collecties bestaan uit taxonomisch verantwoord beheerde levende planten die vaak zijn ondergebracht bij botanische tuinen waardoor er een hechte samenwerking bestaat met de Nederlandse Vereniging van Botanische Tuinen. Elk van deze tuinen beheert één of meer deelcollecties, die voor Nederland in wetenschappelijk, cultuurhistorisch of maatschappelijk opzicht van bijzondere waarde zijn. De SNP ondersteunt het beheer en behoud van deze collecties. Daarnaast coördineert de SNP het veilig onderbrengen van bijzondere in beslag genomen exotische planten in Nederland.

## Missie en doelen
De Stichting Nationale Plantencollectie vat haar missie samen als:
het bewaren en onderhouden, het onderling afstemmen en coördineren van de Nationale Plantencollectie.
Het doel daarvan is vierledig:
- Behoud en verbetering van plantencollecties die van nationaal belang zijn
- Behoud van biodiversiteit
- Functioneren als genenbank
- Verbetering van efficiëntie door taakverdeling en specialisatie

## Ontstaansgeschiedenis
In 1988 werd de Stichting Nederlandse Plantentuinen (óók afgekort als SNP) opgericht.
Tien jaar later werd deze stichting opgesplitst in de Stichting Nationale Plantencollectie en de Nederlandse Vereniging van Botanische Tuinen (NVBT) die een aantal andere taken van de 'oude' SNP heeft overgenomen.

## Nationale Plantencollectie en Nederlandse Planten Collectie(s)
De Nationale Plantencollectie moet niet verward worden met de Nederlandse Planten Collectie(s) (N.P.C.).
De Nederlandse Planten Collecties is ontstaan in de kring van (Boskoopse) plantenkwekers. De gedachte is om - door middel van plantencollecties - het brede sortiment dat in Nederland wordt gekweekt, te behouden. De Nederlandse Planten Collecties ressorteert onder de Koninklijke Vereniging voor Boskoopse Culturen (K.V.B.C.).
De Nederlandse Planten Collecties legt uitdrukkelijk het accent op 'gekweekte' vormen ('cultivars'), terwijl bij de Nationale Plantencollecties de aanwezigheid van zo veel mogelijk soorten ('species') van belang is.
Deze taakverdeling tussen de beide collecties komt bijvoorbeeld tot uitdrukking bij de collecties hartlelie (Hosta). Het Arboretum Trompenburg in Rotterdam beheert de Nederlandse Planten Collectie. Het merendeel van de ca. 750 taxa in deze collectie is cultivar.
De Botanische Tuinen Wageningen bouwen aan een soortencollectie van vijfentwintig à veertig soorten hartlelies.

## Plaatsen
Plaatsen waar in 2020 een deel van de Nationale Plantencollectie bezocht kan worden zijn:
- Alkmaar
  - Stichting Hortus Alkmaar[1]
- Ambt Delden
  - Stichting Twickel
- Amsterdam
  - Hortus Botanicus Amsterdam
  - Hortus Botanicus Vrije Universiteit
- Apeldoorn
  - Paleis Het Loo Nationaal Museum
- Arnhem
  - Koninklijke Burgers' Zoo
- Delft
  - Botanische Tuin TU Delft
- De Lutte
  - Arboretum Poort Bulten
- Doorn
  - Von Gimborn Arboretum
- Haren
  - Hortus Haren
- Harskamp
  - De Passiflorahoeve
- Hilversum
  - Pinetum Blijdenstein
- Kerkrade
  - Botanische Tuin Kerkrade
- Leiden
  - Hortus botanicus Leiden
- Limmen
  - Hortus Bulborum
- Nijmegen
  - Proeftuinen Radboud Universiteit
- Putten
  - Landgoed Schovenhorst
- Rotterdam
  - Arboretum Trompenburg
  - Diergaarde Blijdorp
- Utrecht
  - Botanische Tuinen Utrecht
- Wageningen
  - Belmonte Arboretum

## Bestuur
Het bestuur van de Stichting Nationale Plantencollectie (2018) bestaat uit vier leden:
- Voorzitter: Joop Schaminée (Hoogleraar vegetatiekunde aan de WUR en RU)
- Secretaris: Renske Ek (Conservator Tuinen Paleis het Loo)
- Penningmeester: Arie Oudijk (Directeur Botanische Tuinen Universiteit Utrecht)
- Secretaris Collectiecommissie: Nils van Rooijen (onderzoeker ecologie aan Radboud Universiteit)

In het verleden waren voorzitters onder meer Pieter Baas (Rijksherbarium) en Koen Verhoeff (Universiteit Utrecht).